# (4520) Довженко
(4520) Довженко (лат. Dovzhenko) — типичный астероид главного пояса, открыт 22 августа 1977 года советским астрономом Николаем Черных в Крымской астрофизической обсерватории и 25 апреля 1994 года назван в честь советского кинорежиссёра и драматурга Александра Довженко.

## Обнаружение и именование
(4520) Довженко
Открыт 22 августа 1977 года в Научном Н. С. Черных.
Назван в честь известного украинского режиссёра и сценариста Александра Петровича Довженко (1894—1956), одного из основоположников советского кинематографа.
Оригинальный текст (англ.)4520 Dovzhenko
Discovered 1977-08-22 by Chernykh, N. S. at Nauchnyj.
Named in honor of Aleksandr Petrovich Dovzhenko (1894—1956), well-known Ukrainian cinema producer and writer, one of the founders of Soviet cinematography.
Источники: DISCOVERY.DB; M.P.C. 23352.

## Орбита

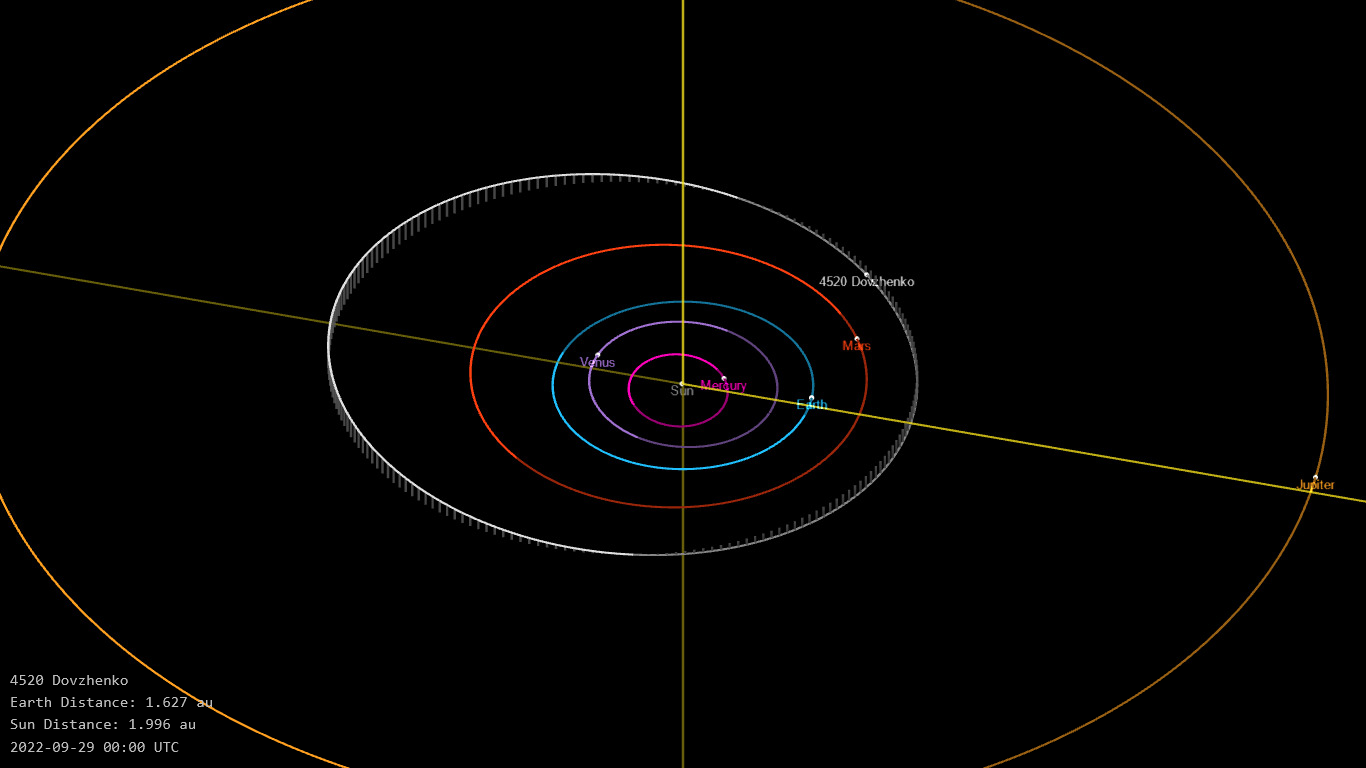
Орбита астероида Довженко и его положение в Солнечной системе

## Физические характеристики
Астероид относится к таксономическому классу S.
По результатам наблюдений в видимом и ближнем инфракрасном диапазоне космического телескопа NEOWISE диаметр астероида оценивался равным 5,890±0,232 км и 4,99±1,00 км. Согласно тем же источникам альбедо оценивается как 0,3212±0,0390, 0,32±0,13 и 0,321±0,039.